# Francisca de Tejada
Francisca Cristina Sáenz de Tejada y Ortí (Andújar, 28 de julho de 1896 – Madrid, 18 de outubro de 1974), que utilizou o pseudónimo de Gracián Quijano e em menor medida Padre Pareja, foi uma escritora e poeta espanhola, que desenvolveu uma prolífica obra nas décadas de 40 e 50. 

## Biografia
Nasceu no seio de uma família abastada. A sua mãe, Mercedes Ortí y Sánchez, era natural dessa localidade, e o pai, Urbano José Sáenz de Tejada y Herrero, era riojano. Francisca Cristina foi a mais velha de dois irmãos. Fez o curso de professora na Escola Normal de Jaén.
Conhecemos detalhadamente a sua infância e adolescência graças às suas memórias, La segunda de mis siete vidas (1960), nas quais apresenta as personagens e monumentos da sua cidade natal utilizando a perspetiva de uma criança.
O seu primeiro livro foi Mujeres (1934) e um ano depois Meccano, que a lançou literariamente, com prólogo de Federico García Sanchiz. De Andújar, onde residia, colaborou durante anos no jornal Guadalquivir (1907-1936) e, mais tarde, em <i id="mwGw">Blanco y Negro</i>, Ellas y Chicas. Colaborou ainda nos jornais Jaén, Burgos, Patria (Granada), La Verdad (Múrcia), Letras y Encajes de Medellín (Colômbia) e España de México.
Nos inícios de 1936 a família Sáenz de Tejada mudou-se para Madrid, mas em julho encontravam-se em San Sebastián, onde permaneceram durante a Guerra Civil. Foi em San Sebastián onde começou a utilizar o pseudónimo El padre Pareja, com o qual posteriormente viria a publicar na revista Chicas, a revista para jovens de 17 anos.
Regressaram à capital espanhola em 1940, ano em que faleceu o pai. Em Madrid foi proprietária do Teatro Alcázar, onde, para além do seu escritório, teve também um refúgio literário a partir do qual participou na vida cultural do país, conhecido por «El Faro». Foi durante as décadas de 1940 e 1950 que desenvolveu a sua maior obra literária. Em 1948 pertenceu ao círculo privado Gil Blas, onde predominavam mulheres, tendo também participado, como residente em Madrid, nas sessões da primeira temporada de Versos con Faldas(1951).
A sua mãe morreu em 1954, e como consequência começaram os seus problemas financeiros, tendo também passado por um período de desânimo que levou a um declínio no seu campo literário. Conseguiu recuperar, continuou a escrever e começou a modelar barro. À frente do seu tempo, com grande sentido de humor, escreveu nos seus cartões de visita: «Paca Tejada, ex-jovem, ex-feliz, ex-milionária».
Dirigiu a coleção Vilanos, edições para bibliófilos de obras de poetas espanholas contemporâneas, como Oda a la reina de Irán, de Alfonsa de la Torre. Neste livro incluiu um manifesto onde explicava a natureza da coleção.
Foi, a partir de 1944, membro correspondente da Real Academia de Ciências, Belas Artes e Nobres Artes de Córdoba e foi conselheira do Instituto de Estudos Giennenses. Como mecenas, patrocinou em Madrid os estudos de Belas Artes do seu conterrâneo Antonio González Orea, que se tornou um prestigioso escultor.
Faleceu em Madrid a 18 de outubro de 1974 e foi sepultada na Sacramental de San Isidro, ao lado dos pais, no panteão da família Llagudo.

## Percurso literária
Os seus amigos conheciam-na como Paca Tejada, e o pseudónimo Gracián Quijano, com o qual assinava as suas obras literárias, pretendia ser uma homenagem a Gracián e a Don Quijote.
Os seus primeiros escritos foram versos. Em 1926 já encontramos poemas assinados com seu pseudónimo. No entanto, apesar de dispor de patrocínios, como o de Rafael de Valenzuela, e apoio familiar, a sua influência na vida cultural de Andújar seria escassa. Nessa altura gostava de isolar no jardim que família possuia junto à estrada nacional IV, ao qual denominou «Yuste», com claras aspirações místicas e a procura de um companheiro de viagem, que não chegou.
Mais tarde, escreveu histórias humorísticas, romances curtos sobre temas femininos, pequenos ensaios biográficos, e mais poesia: agora mística. Mais tarde ainda, três novelas, poesia novamente e ensaios. Na décade de 1930 escreveu dois guiões de cinema sobre cenas espanholas com referências a Córdoba e Sevilla e romances, A eterna canção, e insiste no verso.
Colaborou com vários jornais e revistas, primeiro na Andaluzia, Diário de Jaén, O Guadalquivir, Paisage do Instituto de Estudos Jienenses, e depois em Madrid e na América. Para a revista Chicas, durante a década de 50, escreveu uma série de 48 capítulos sobre as aventuras de três meninos e um cão: Três en uno. A série teve grande sucesso entre o público jovem.
No total publicou 35 obras, incluindo poemas, ensaios e romances e deixou inéditos 7 romances, 2 ensaios biográficos, 5 obras de teatro, 6 guiões de cinemas e 7 colatâneas de poemas.
Melchor Fernández Almagro viu nela uma grande sensibilidade, própria do sexo feminino, e por acasião da publicação de El lago de los cisnes ciegos, prosa poética, compara a Gracián Quijano com Alfonsina Storni, descrevendo-a como «frágil e apaixonada». Para atingir os seus abjetivos, a autora obriga a expressão metafórica para transmitir estados de espírito que , se explicados directamente, podem não ser de interesse.
Em plena década de 70, era dito sobre Pejada o seguinte: «Dona de uma exuberante fantasia e de uma grande destreza, cultivou todos os géneros literários. Grande parte da sua obra está caracterizada por um andalucismo racial e temperamental, e em alguns casos surge nela uma subterrânea veia de orientalismo».

## Obra
- Mujeres, Andújar, Imprenta La Puritana, 1934;
- Meccano, Andújar, La Puritana, 1935;
- La piedra en el lago, Madrid, Héroe, 1940;
- Canta Jondo, San Sebastián, Gráficas Fides, 1945;
- Mujeres hispânicas, Madrid, Ibarra, Ediciones y Publicaciones Espanholas, 1945;
- La Insaciable, Madrid, Epesa, 1946;
- Baladas del Alma-Niña, Madrid, J. Romo Arregui, Industrias Gráficas, 1946;
- Canciones de Fijiltsubo y Poemas del Capitão O-Yuka, Madrid, J. Romo Aregui, 1946;
- El Lago de los cisnes ciegos, Madrid, Talleres Gamo, 1948;
- Poemas del puro amor, Madrid, Gráficas Yágüez, 1950;
- Altar de mi muerte, Madrid, Gráficas Carlos Jaime, 1950;
- Alma y paisaje de Iberoamérica com Carolina Toral, Madrid-Buenos Aires, Ediciones Studium de Cultura, 1954;
- La segunda de mis siete vidas, Madrid, Escelicer, 1960;
- Judas, vendedor de Cristo, Madrid, Halar- Studium, 1963;
- Contra viento y marea. Poemas del Sur, Málaga, Gráficas San Andrés, 1967;
- Del penacho a las raíces, San Celoní (Barcelona), Bilbeny, 1972;
- Aurora de Dios, San Celoní, Bilbeny, 1973.

## Homenagens e reconhecimentos
- 1996. Antología: (poesia e prosa) de Gracián Quijano, selecção de E. Toral e Peñaranda e publicada em Jaén, Instituto de Estudos Giennenses.[1]
- 2008. Exposição celebrada no Teatro Principal de Andújar, organizada pela Associação Cultural Enrique Toral e Pilar Soler.[3]
- 2017. Homenagem dentro do Encontro de Investigadores. Letras do século XIX , coordenado por Juan Vicente Córcoles da Vega e María do Carmen Toro Muñiz.[7][8]
- 2019. Biblioteca Gracián Quijano (Doña Paca) do CEIP Francisco Estepa Llaurens de Andújar.[9]